# The Worse Things Get, The Harder I Fight, The Harder I Fight, The More I Love You
The Worse Things Get, the Harder I Fight, the Harder I Fight, the More I Love You è il sesto album discografico in studio della cantautrice statunitense Neko Case, pubblicato nel settembre 2013. Ha ricevuto una nomination ai Grammy Awards 2014 nella categoria "miglior album di musica alternative".

## Tracce
Tutte le tracce sono di Neko Case, eccetto dove indicato.
1. Wild Creatures – 2:39
2. Night Still Comes – 3:47
3. Man – 3:31
4. I'm from Nowhere – 3:01
5. Bracing for Sunday – 2:18
6. Nearly Midnight, Honolulu – 2:37
7. Calling Cards – 2:36
8. City Swans – 4:08
9. Afraid (Nico) – 2:20
10. Local Girl – 2:36
11. Where Did I Leave That Fire? – 3:27
12. Ragtime – 5:14

Tracce aggiuntive edizione deluxe
1. Madonna of the Wasps (Robyn Hitchcock) – 3:46
2. Magpie to the Morning (già edita in Middle Cyclone) – 2:56
3. Yon Ferrets Return – 1:16